# Рыбакова, Мария Александровна
Мари́я Александровна Рыбако́ва (род. 6 декабря 1973, Москва) — русская писательница, филолог, внучка писателя А. Н. Рыбакова, дочь литературного критика Н. Б. Ивановой.

## Биография
Училась в МГУ на филологическом факультете, изучала классическую филологию. Потом училась в Берлине в Гумбольдтовском университете. Получила степень доктора философии в Йельском университете. В 2005—2006 годах преподавала в Калифорнийском университете в Лос-Анджелесе. С осени 2007 года преподаёт в Университете штата Калифорния в Сан-Диего.
Автор пяти книг, а также многих рассказов, опубликованных в журналах «Звезда», «Дружба народов» и «Иностранная литература». Лауреат премии «Эврика» (Москва, 2000) и премии Сергея Довлатова (Санкт-Петербург, 2004).

## Книги
- Анна Гром и её призрак[3][4][5][6][7], Глагол, 1999. — ISBN 5-87532-059-1[8]
- Братство проигравших[9][10], Время, 2005.
- Слепая речь (сборник рассказов)[11][12], Время, 2006.
- The Child-snatching Demons of Antiquity: Narrative Traditions, Psychology and Nachleben, диссертация, Йельский университет, 2004.
- Острый нож для мягкого сердца, Время, 2009.
- Гнедич[13], Время, 2011 (шорт-лист премии Андрея Белого)[14].
- Черновик человека[15], Эксмо, 2014.
- Если есть рай, Знамя, 2018.

Первая книга («Анна Гром и её призрак») была переведена на французский, немецкий и испанский. Была номинирована на Русского Букера. На обложке русского издания фотография автора.